# Les Dieux du stade (calendrier)
Pour les articles homonymes, voir Les Dieux du stade.
Les Dieux du stade est une série de calendriers composés de photos érotiques artistiques des membres du Stade français, un club de rugby à XV français. Les participants y posent en solo, en duo ou en groupe. Au fil des années, le calendrier accueille divers invités d’autres clubs de rugby à XV ou à sept, ainsi que des athlètes d’autres sports (football, handball, basket-ball, athlétisme, judo, lutte, boxe, natation, surf...) qui acceptent de poser nus.
La première édition est datée de 2001, la dernière de 2020.

## Histoire

### Genèse et description du calendrier
En 2000, le président du Stade français Max Guazzini voit dans un magazine l'un des Espoirs du club, le pilier Mathieu Laporte, poser dans le plus simple appareil, avec un ballon lui cachant ses attributs. Guazzini s'inspire alors de calendriers existants tels que Pirelli et lance l'idée à ses joueurs. Il décide à la fin de l'année 2000 de mettre en valeur le corps des joueurs de son club pour fêter le 10e anniversaire du titre de champion de France du Stade français Paris, l'occasion est également de véhiculer une nouvelle image du rugby. La première édition du Calendrier des Dieux du stade est datée de 2001.
Ensuite, des joueurs d'autres clubs de rugby tels que Frédéric Michalak, Clément Poitrenaud, Vincent Clerc (alors au Stade Toulousain) et de toutes divisions (Top 14, Pro D2, Fédérale 1) y sont invités. Enfin, le calendrier s'élargit à d'autres sports : football, handball, basket-ball, natation, athlétisme, judo, arts martiaux, boxe, lutte, surf, etc. Certains sportifs y posant tels que Djibril Cissé, Rio Mavuba, Yohan Cabaye, Olivier Giroud jouent même en équipe de France de football ou de handball comme les frères Karabatic. Une jeune femme y a posé pour la 2e édition de 2002 et Frédéric Deltour, Mister France 2003 est présent dans l'édition 2004. Sophie Hélard, ancienne pensionnaire du Crazy Horse Saloon est la deuxième femme à y poser (édition 2013).
Les clichés, le plus souvent en noir et blanc, sont pris par des photographes professionnels dans tous types d'endroit : stade, terrain de sport, vestiaires, plage, terrain désaffecté, musée, discothèque, en studio et à l'intérieur de bâtiments en tout genre. Les participants y posent généralement entièrement nu, quelquefois en nu frontal. Toutefois, certains athlètes, pour diverses raisons, portent un sous-vêtement (généralement un slip), un maillot de corps, gardent leur chaussures ou chaussettes ! Quelques uns ont une serviette de toilette autour de la taille tandis que d'autres sont affublés de chapeaux et autres manteaux. Certains ont en main l'accessoire de leur sport respectif (ballon, perche, etc.).

### Making of
Si le premier calendrier est publié en 2001, ce n’est qu’en 2004 qu’il prend son envol au niveau international grâce à la sortie en DVD de son making of. Les making of des calendriers 2004, 2005, 2006, 2007, 2008, 2009, 2010, 2011, 2012, 2013, 2014, 2016 et 2017 sont tous sortis en DVD (voir liens externes). On y entend le plus souvent dans la bande-son des extraits de chansons ou de musique classique célèbres. Certaines années, les joueurs font oralement leur petite présentation et expliquent pourquoi ils posent nus.
Une partie des bénéfices des ventes des calendriers et DVD est reversée à des associations caritatives.
Selon Max Guazzini, Président du Stade français, chaque joueur touche 5 000 € pour poser pour une photo.

### Succès et polémiques
Le succès grandissant du calendrier est allé de pair avec la montée d'une certaine polémique quant au caractère très érotique des photos sur certaines éditions : nudité frontale de certains « modèles » laissant apparaître les parties génitales ; certaines poses sont également jugées « suggestives » voire « tendancieuses ». En 2003, dans l'émission Vie privée, vie publique de Mireille Dumas sur France 3, Patrick Tabacco, alors joueur au Stade Français, se défend contre cette position en affirmant que « ce n'est pas parce que la pose est tendancieuse que l'homme est tendancieux ».
Le calendrier voit ses ventes augmenter chaque année. Ainsi, la sortie en septembre 2006 du calendrier daté de 2007 a été couronnée de succès, puisque plus de 200 000 exemplaires du calendrier se sont vendus. Mais le caractère trop osé de certains clichés a semblé détourner une partie de la clientèle venue uniquement par attrait pour le rugby. De même, le joueur Frédéric Michalak qui y a posé trois fois confiera, en 2007, à Céline Géraud et à Nathalie Vincent dans le magazine Télé 7 jours qu'il « a trouvé ça limite quand on a commencé à voir les sexes ». Après avoir posé pour les éditions 2003, 2004 et 2005, il y revient cependant pour l'édition 2020, « pour une dernière photo ».
Le 27 janvier 2007, lors de l'émission  Répliques d'Alain Finkielkraut, sur France Culture, ayant pour thème Rugby d'hier, rugby d'aujourd'hui, l'ancien joueur de rugby à XV des années 1950 à 1970 André Boniface, déclarait à propos du calendrier : « Je ne regarderai jamais ça. […] On n'aurait même pas osé me le demander. […] Je trouve ça malsain. Quand je me présentais dans un vestiaire à un journaliste, je mettais toujours une serviette autour de moi ».
Après quelques photos assez osées dans l'édition 2007, le calendrier en date de 2008 fut plus sage et plus consensuel, ainsi que certaines autres années. Des participants y apparaissent tout de même en nu frontal également dans l'édition 2010. Cependant, l'édition 2016 a fait beaucoup parler d'elle pour une photo en particulier et a créé un gros buzz. Bien qu'il ne soit pas le premier athlète à montrer ses attributs masculins toutes années confondues, de même que la danseuse du Crazy Horse est nue de face en 2013, le boxeur de MMA Sylvain Potard provoque l'agitation des médias, des internautes et sur les réseaux sociaux. La photo sur laquelle il pose en nu frontal déclenche toutes sortes de réactions en raison de la taille imposante de son sexe. Si certaines personnes s'en amusent, d'autres trouvent la photo trop osée. Certains remettent même en doute l'authenticité du cliché, évoquant un « fake ». Quant à l'intéressé, il affirme lors de ses invitations sur les plateaux de télévision et à la radio que rien n'a été retouché. Il pose à nouveau pour l'édition 2017 mais le boxeur cache la partie qui a fait « scandale » un an auparavant.
La dernière édition, en 2020, revient à des photographies moins osées et plus artistiques, shootées à l'argentique par Pierre-Ange Carlotti.

## Photographes participants
- Kris Gautier (2001 et 2002)
- Mathias Vriens (2003)
- François Rousseau (2004, 2011, 2012, 2013)
- Carter Smith (2005)
- Fred Goudon (2006, 2014, 2015, 2016)
- Mariano Vivanco (2007)
- Steven Klein (2008)
- Peter Lindbergh (2009)[3]
- Tony Duran (2010)[4]
- Errikos Andreou (2017, 2018)[5]
- Ludovic Baron (2019)[6]
- Pierre-Ange Carlotti (2020)[7]
- 2021 : année sautée[8]

## Joueurs participants
| - William Accambray (handball) 2015, 2018 - Jérémy Aicardi (rugby à sept et rugby à XV) 2018 - Alexandre Albouy 2009 - Fabien Alexandre 2007 - Txomin Amestoy (boxe) 2012 - Jordan Amoros (judo) 2015 - Charles Andureu 2005 - Julien Arias 2005, 2006, 2007 (couv.), 2008, 2009, 2010, 2012 - Nassim Arif 2005 - Brahim Asloum (boxe) 2009 - Benoît August 2002, 2004 - Robin Aulas 2017 - David Auradou 2001, 2004 - Jean-François Aurokiom (athlétisme : disque) 2005 - Miguel Avramovic 2008 | - Marc Baget 2007, 2012 - Mikaël Balat 2002 - Jérémie Ballais (lutte gréco-romaine) 2004 - Xavier Barachet (handball) 2017 - Pierre-Louis Barassi 2020 - Ollie Barkley 2010 - Jean-Pascal Barraque 2017, 2018, 2019 - Aristide Barraud 2010, 2011 - Steeve Barry 2018, 2019 - Thomas Bartolini 2008, 2009, 2010, 2011 - Flavien Basson (perche) 2011, 2012 - Mathieu Bastareaud 2010, 2011 - Armand Batlle 2011, 2013, 2017, 2018 - Yannick Bazin (volley-ball) 2018 - Lionel Beauxis 2010 - Clément Becq (natation) 2015 - Michaël Beguier 2007 - Romain Bellion 2005 - Juan Martín Berberián 2007, 2008, 2009, 2010 - Mauro Bergamasco 2004, 2005, 2007, 2008, 2010, 2011, 2016 - Mirco Bergamasco 2004 (couv.), 2005, 2006, 2007, 2008, 2009, 2010, 2011, 2016 - Guillaume Bernad 2006 - Pierre Bérard 2016, 2017 - Serge Betsen 2006 - Jean-Marie Bisaro 2005 - Victor Biscioni (lutte) 2012 - Steeve Blanc-Mappaz 2012, 2013 - Mathieu Blin 2002, 2004, 2007 - Adrien Blot 2011 - Arthur Bonneval 2017, 2019, 2020 - Hugo Bonneval 2011, 2012, 2013, 2014, 2015, 2016 - Marcelo Bosch 2008 - Terry Bouhraoua (rugby à sept et à XV) 2014, 2017 (couv.), 2018 - Benjamin Bouhy 2011 - Guillaume Boussès 2007, 2008, 2009, 2010, 2012, 2014 - Benoît Bouzekri (lutte gréco-romaine) 2010, 2011 - Hugues Briatte 2011, 2012, 2017 - Olivier Brouzet 2005 - Daniel Browne 2004 - David Buatois (lutte) 2012 - Antoine Burban 2012, 2016 | - Yohan Cabaye (football) 2014 - Djibril Camara 2008, 2010, 2012, 2013, 2014, 2016, 2017, 2018, 2019, 2020 - Lorik Cana (football) 2005 - Gonzalo Canale 2007, 2009 - Rafael Carballo 2006 - Renaud Carrière (judo) 2009 - James Carroll 2004 - Noah Cato 2012 - Frédéric Cermeno 2004, 2005 - Guillaume Chaine (judo) 2009 - Ryan Chapuis 2020 - Henry Chavancy 2012 - Mathieu Chevaux 2002 - Arthur Chollon 2012 - Damien Chouly 2018 - Djibril Cissé (football) 2006, 2015 - Christophe Clavier (lutte libre) 2015 - Jérémy Clément (football) 2010 - Vincent Clerc 2004, 2005, 2006, 2008 - Gaël Clichy (football) 2013 - Cédric Coll 2012, 2017 - Jildaz Colleaux 2004 - Guillaume Collinet 2005 - Romain Collinet 2002, 2003, 2004 - Franck Comba 2001 - Thomas Combezou 2008, 2009, 2010, 2012, 2013, 2014, 2015, 2016, 2017, 2018, 2019 - Ignacio Corleto 2003 (couv.), 2004, 2007, 2008 - Eliott Coti 2010, 2011 - Paul Couet-Lannes 2012 - Baptiste Couilloud 2020 - Grégoire Couturier 2002, 2003, 2004 - Jamie Cudmore 2016 | - Clément Daguin 2014, 2015, 2016, 2017, 2018, 2019 (couv.), 2020 - Corentin Daguin 2012 - Denis Dallan 2008, 2011 - Benjamin Dambielle 2012 - Jonathan Danty 2017 - Fabrice Daumas 2005 - Yann David 2007, 2014, 2015 - Alexis Delaby 2011 - Julien Delbouis 2019 - Frédéric Deltour (Mister France 2003) 2004 - Bruce Devaux 2019 - Martin Devergie 2018 - Alexandre Didy 2005 - Michel Dieudé 2006 - Diego Dominguez 2001, 2002, 2003 - Christophe Dominici 2001, 2002, 2003, 2004, 2005, 2006, 2007, 2008, 2009 - Geoffrey Doumayrou 2015, 2017 - Jean-Marc Doussain 2020 - Alexis Driollet 2005, 2010, 2012 - David Duchamp 2004 - Alexandre Dumoulin 2011 - Melih Dundar (lutte) 2009 - Semih Dundar (lutte) 2009 - Antoine Dupont 2020 - Lucas Dupont 2011, 2013, 2014, 2015 - Julien Dupuy 2014, 2015 |
| - Harvey Elms 2019 - Laurent Emmanuelli 2002 - Anthony Esnault 2006 - Max Evans 2010 - Thom Evans 2010 | - Victor Fauvel (judo) 2016 - Todd Feather 2006 - Jérôme Fillol 2003, 2005, 2013 - Fabrice Fiorèse (football) 2004, 2005 - Alexandre Flanquart 2009, 2011, 2012, 2013, 2014 (couv.) - Jérémy Florès (surf) 2014 - Wesley Fofana 2013 - Jérémie Foissac 2001 - Simon Fourcade (biathlon) 2015, 2017 - Pierre Fouyssac 2020 - Romain Froment 2001, 2004, 2006 - Julien Fumat 2008, 2012 | - Paul Gabrillagues 2017 - Guillaume Galletier 2020 - Kélian Galletier 2020 - Fabien Galthié 2002, 2003, 2004 - Gérald Gambetta 2006 - Xavier Garbajosa 2005, 2006 - Pierre-Emmanuel Garcia 2008 - Arthur Garrigue 2004, 2005 - Lionel Gautherie 2004, 2005, 2007 - Will Genia 2017 - Florent Gibouin 2010 - Charles Gimenez 2010 - Olivier Giroud (football) 2014 - Stéphane Glas 2003, 2006 - Mathieu Glavany 2001 - Arthur Gomes 2001 - Lisandro Gomez Lopez 2013 - Julien Gras (lutte gréco-romaine) 2011 - Jean-Philippe Grandclaude 2006 - Steeve Guenot (lutte) 2010 - Charles Guérin 2007 - Guilhem Guirado 2012 - Sofiane Guitoune 2016, 2017, 2019, 2020 - Benoît Guyot 2010 | - Kylan Hamdaoui 2019 - Julian Hans 2004, 2005, 2007, 2008 - Grayson Hart 2018 - James Haskell 2010 (couv.), 2011, 2012, 2014, 2016 - Gabriel Heinze (football) 2004 - Sophie Hélard (danseuse au Crazy Horse Saloon) 2013 - Juan Martín Hernández 2004, 2006 (couv.), 2007, 2009 - Cédric Heymans 2005 - Sébastien Homo (perche) 2005, 2011 - Anthony Hudson 2005 - Yoann Huget 2013 - Altenstadt Hulme 2014 - Joris Hustache 2013 |
| - Digby Ioane 2015 | - Jérôme Jacquet - Loïc Jacquet 2005, 2008 - Mike James 2001 (couv.), 2002, 2004, 2007 - Nicolas Jeanjean 2003, 2006, 2007, 2008, 2009 - Raphaël Jéchoux 2004 - Sylvain Jonnet 2002 - Christophe Juillet 2001 | - Luka Karabatic (handball) 2015, 2017, 2018 - Nikola Karabatic (handball) 2009, 2011, 2014, 2015, 2017, 2018 - Benjamin Kayser 2006, 2007 - Iwo Kitzinger (basket-ball) 2011 - Cheick Kongo (arts martiaux) 2014 | - Guillaume Labbé 2003, 2004 - Camille Lacourt (natation) 2018 - Thibault Lacroix 2005, 2006, 2007, 2016 - Clément Lagain 2018, 2019 - Julien Laharrague 2006 - Pierre-Gilles Lakafia (rugby à XV et rugby à sept) 2018 - Rémi Lamerat 2010 - Sean Lamont 2007 - Fabrice Landreau 2001 - Alexandre Lapandry 2012 - Benjamin Lapeyre 2012 - Yannick Larguet 2005 - David Larose (judo) 2013, 2015 - Romuald Lauret 2009, 2010 - Christophe Laussucq - Scott LaValla 2012, 2013 (couv.), 2014, 2016 - Grégory Lay - Victor Lebas 2017 - Juan-Manuel Leguizamon 2010, 2011 - David Lemaire (boxe) 2010, 2011 - Jonathan Lemaire-Thiam (lutte gréco-romaine) 2010 - Bogdan Leonte 2007 - Yann Lesgourgues 2012 - Sylvain Letellier 2006 - Thomas Lode 2002, 2004, 2005 - Thomas Lombard 2001, 2002 (couv.), 2003, 2004 |
| - Louis-Benoît Madaule 2012 - Yoann Maestri 2020 - Olivier Magne 2003 - Romain Magula (natation) 2013 - Grégory Mahé 2005 - Vincent Mallet 2014, 2016 - Andrea Marcato 2007, 2009 - Arnaud Marchois 2005, 2009, 2011 - Sylvain Marconnet 2001 - Thibaut Margolles 2012 - Sacha Marot 2006 - Hugo Marquez (judo) 2014 - Tony Marsh 2006 - Jonas Martin (football) 2016 - Rémy Martin 2002, 2003, 2004, 2005, 2006, 2007, 2008, 2009, 2012 - Morgan Martinez 2010, 2011, 2013 - Andréa Massidda (lutte)2012 - Romain Massidda (lutte) 2012 - Ludovic Mathieu 2006 - Julien Mathou 2001 - Will Matthews 2006 - Rio Mavuba (football) 2013, 2014 - Loïc Mazières 2009 - Luke Mclean 2019 - Maxime Médard 2007, 2010 - Thomas Mège 2002, 2003, 2004 - Maxime Mermoz 2009, 2011, 2013, 2014, 2015, 2018 (couv.) - Geoffroy Messina 2006, 2007, 2008 (couv.), 2009, 2010, 2011, 2013, 2016 - Steve Meyer 2009 - Frédéric Michalak 2003, 2004, 2005, 2020 - Ignacio Mieres 2010 - Arnaud Mignardi 2008 - Xavier Mignot 2016, 2019, 2020 - Olivier Missoup 2004, 2013, 2014 - Tanguy Molcard 2012 - Willy Monfret (athlétisme) 2004 - Christophe Moni 2001, 2002, 2004 - Jean Monribot 2007, 2008 - Yann Morand-Bruyard 2007 - Gildas Moro 2008 - François Mounier 2001 - Cliff Mytton 2001 | - Lionel Nallet 2012 - Daniel Narcisse (handball) 2007, 2015 - Pierre-Alain Nègre-Gauthier 2004, 2007 - Damien Neveu 2016, 2017 - Mathieu Nicolas 2008, 2009 - Sylvain Nicolas 2009, 2014, 2015, 2017, 2020 | - Marvin O'Connor 2017 - Julien Ory 2019 - Fulgence Ouedraogo (rugby à XV et rugby à sept) 2010, 2011, 2012, 2014, 2015, 2016 | - Alexis Palisson 2009, 2010, 2011, 2013, 2014, 2015, 2016 - Tom Palmer 2010, 2011, 2012, 2014 - Nelson Panciatici (course automobile) 2016 - Pascal Papé 2011, 2015, 2016 - Jérémy Parisi (judo) 2014, 2016, 2017 - Sergio Parisse 2006, 2007, 2008, 2009 (couv.), 2016 (couv.) - Morgan Parra 2010, 2013, 2014, 2015 (couv.) - Christopher Patte (pentathlon) 2011 - Laurent Pedrosa - Jonathan Pélissié 2010, 2012 - Alexandre Pellicier 2009, 2010, 2011 - Maxime Pellicier 2007 - Alain Penaud 2007 - Jean-Baptiste Peyras 2009 - Mike Phillips 2017 - Agustín Pichot 2004 - Julien Pierre 2013, 2014 - Loïc Pietri (judo) 2015, 2017 - Florent Piétrus (basket-ball) 2016 - Amaury Planchenault 2002 - Jules Plisson 2011, 2012, 2013, 2014, 2015, 2020 (couv.) - Mauricio Pochettino (football) 2003 - Clément Poitrenaud 2003, 2004, 2005, 2008 - Richard Pool-Jones 2001 - Jérôme Porical 2013, 2014 - Sylvain Potard (MMA) 2016, 2017 - Raphaël Poulain 2002, 2003, 2004, 2005 - Matteo Pratichetti 2008 - Jérôme Prévitali 2006, 2007 - Hugh Pyle 2016 |
| - Gonzalo Quesada 2006 | - Pierre Rabadan 2001, 2002, 2004, 2005, 2007, 2009 - Nicolas Raffault 2001, 2002 - Romain Raine 2008, 2010, 2011 - Adil Rami (football) 2011 - Arthur Retière 2018 - Théo Richard 2019 - Julien Rivier 2003, 2004 - Alexandre Rojas 2005 - Jono Ross 2016, 2017 | - Paul Sackey 2012 - Christophe Samson 2009 - Steven Samson (athlétisme) 2011 - Alex Sanderson 2006 - Moïse Santamaria (kick-boxing) 2007 - Olivier Sarramea 2005 (couv.) - Jonathan Schneider (judo) 2009, 2011 - Jérôme Schuster 2012 - Laurent Sempéré 2012, 2014 - Baptiste Serin 2018 - Lucas Sevestre (hockey sur gazon) 2013 - Simon Shaw 2010 - Régis Sigoire 2003, 2004 - Bastien Sipielski 2004, 2005, 2006 - David Skrela 2006, 2007, 2008 - Peïo Som 2008 - Morgan Souply 2003, 2004 - Hugo Southwell 2010, 2011 - Philippe Spanghero 2006 - Benjamin Stasiulis (natation) 2015 - Blair Stewart 2013 - Dimitri Szarzewski 2006, 2007, 2008, 2009, 2010, 2011 (couv.), 2012 | - Patrick Tabacco 2001, 2002, 2003, 2004 - Steve Tabary 2007 - Julien Tastet 2012 - Simon Taylor 2009, 2010 - Robins Tchale-Watchou 2009 - Olivier Terryn 2002 - Jérémy Thiebaud - Benjamin Thiery 2007 - Jérôme Thion 2006 - Gonzalo Tiesi 2011 - Didier Tison 2017 - Sébastien Torresin 2012 (couv.), 2013 - Benoît Trey 2005 |
| - Florent Urani (judo) 2013 | - Joe van Niekerk 2010, 2011 - Henry Vanderglas 2013, 2015, 2016 - Alexis Vastine (boxe) 2014 - David Venditti 2001 - Giovan Battista Venditti 2019 - Gildas Verbist 2004 - Henri-Pierre Vermis 2010 - Cyril Vescan (lutte gréco-romaine) 2010 - Maxime Villalongue 2012 - Pieter de Villiers 2001 - Gerhard Vosloo 2009 | - Clément Wattier 2004, 2005 - Morgan Williams 2001, 2002 - Jonathan Wisniewski 2015 - Justin Wring 2001 | - Dimitri Yachvili 2005 - Jim Zona (gymnastique) 2016 |
| | | | |

| Sommaire : | - Haut - A - B - C - D - E - F - G - H - I - J - K - L - M - N - O - P - Q - R - S - T - U - V - X-Y-Z |